# Hamed Haddadi
Hamed Haddadi (en persan : حامد حدادی), plus connu sous le nom de "Joker Iranien", dû à la flagrante ressemblance de son jeu avec celui de Nikola Jokić, né le 19 mai 1985 à Ahvaz, est un joueur professionnel iranien de basket-ball, jouant au poste de pivot. Il est international iranien.
Haddadi participe au Championnat d'Asie 2007 qui se déroule à Tokushima. L'Iran remporte la compétition et Haddadi est nommé meilleur joueur (MVP) du championnat. Il est le meilleur contreur (1,4 contre par rencontre) et le deuxième meilleur rebondeur de la compétition (9,6 rebonds par rencontre) derrière le Syrien Wissam Yakoub.
Différentes équipes de la NBA s'intéressent à lui en 2007 et souhaitent le faire venir après les Jeux olympiques. Aux Jeux olympiques de Pékin, Hamed Haddadi possède la meilleure statistique en nombre de contres par match joué avec 2,6 et il s'illustre également aux rebonds. Haddadi signe avec les Memphis Grizzlies comme agent libre en 2008.
En 2009, il est membre de l'équipe d'Iran qui remporte le Championnat d'Asie 2009 à Tianjin. Il est de nouveau nommé meilleur joueur de la compétition avec des moyennes de 15,8 points, 13,1 rebonds (meilleur rebondeur) et 4 contres (meilleur contreur).
En 2011, il participe au Championnat d'Asie 2011 à Wuhan. L'Iran est battu en quart de finale par la Jordanie et finit à la 5e place. Haddadi est nommé dans l'équipe-type de la compétition avec le MVP chinois Yi Jianlian, le Japonais Takuya Kawamura, le Jordanien Osama Daghles et l'Iranien Samad Nikkhah Bahrami.
Le 30 janvier 2013, il est envoyé aux Toronto Raptors dans le cadre du transfert de Rudy Gay dans la franchise canadienne. Cependant, l'international iranien n'a pas le temps de porter la tunique de Toronto et même de s'y rendre en raison d'un problème administratif avec son passeport. Par conséquent, le 21 février 2013, il est de nouveau échangé aux Suns de Phoenix contre Sebastian Telfair et un second tour de draft.
En juillet 2013, il est licencié par les Suns.
Haddadi participe au championnat d'Asie qui se déroule à Manille en août 2013. L'Iran remporte la compétition et Haddadi en est nommé meilleur joueur. Il est le meilleur marqueur (18,8 points par rencontre) et meilleur rebondeur (10 rebonds) de la compétition. Haddadi est aussi sélectionné dans l'équipe-type de la compétition avec son compatriote Oshin Sahakian, le Philippin Jayson William, le Sud-Coréen Kim Min-goo et le Taïwanais Chih-Chieh Lin,.

## Palmarès
- Meilleur joueur du championnat d'Asie en 2007, 2009 et 2013.